# Shire of Menzies
Shire of Menzies is een lokaal bestuursgebied (LGA) in de regio Goldfields-Esperance in West-Australië. Shire of Menzies telde 524 inwoners in 2021. De hoofdplaats is Menzies.

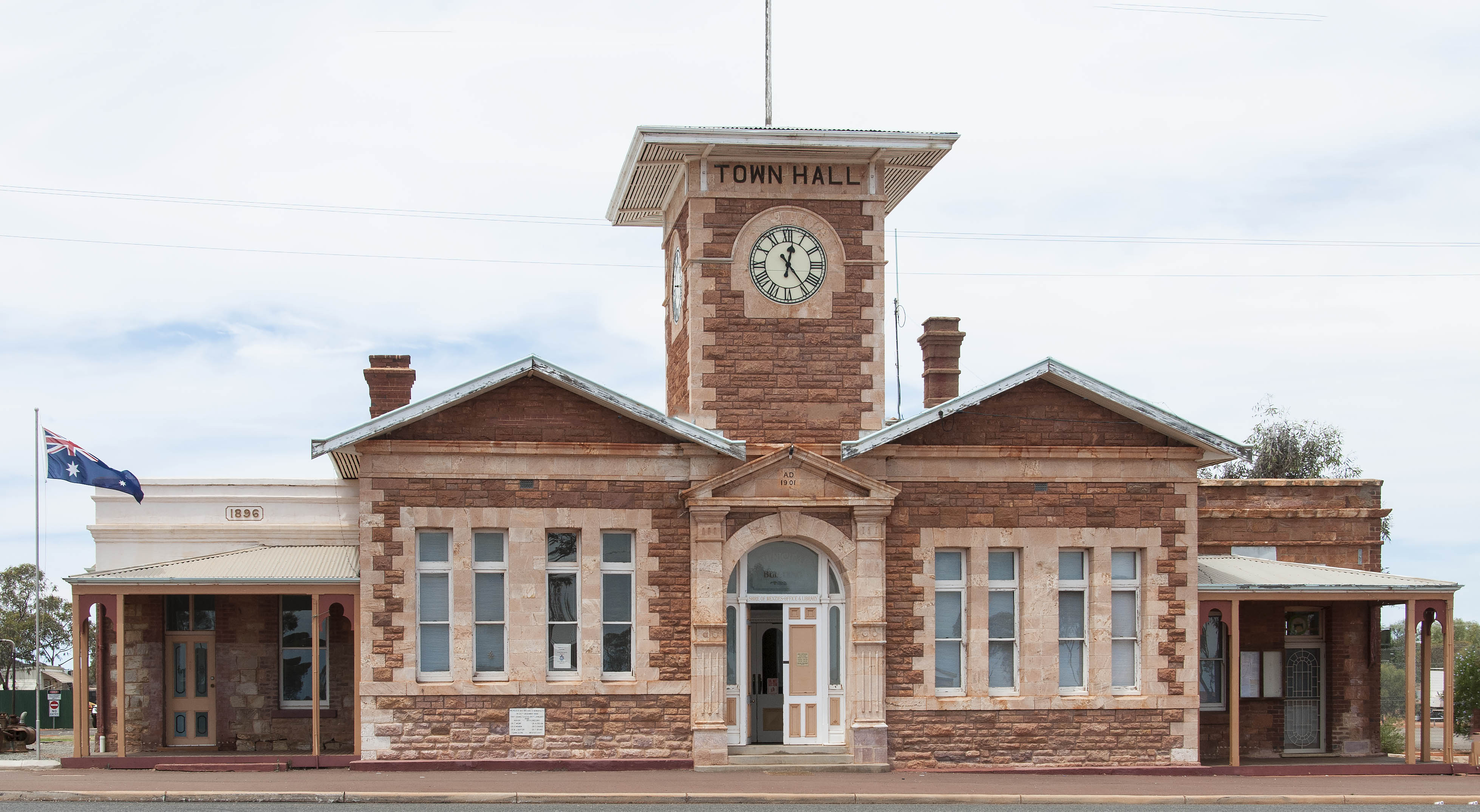
Menzies Town Hall

## Geschiedenis
Op 30 augustus werd de 'Municipality of Menzies' opgericht. Op 1 maart 1912 werd het district in het 'North Coolgardie Road District' opgenomen. Twee maanden later werd het 'Menzies Road District' opgericht. Ten gevolge de 'Local Government Act' van 1960 veranderde het 'Menzies Road District' op 1 juli 1961 van naam en werd de Shire of Menzies.

## Beschrijving
Shire of Menzies is een district in de regio Goldfields-Esperance. Het is 124.635 km² groot en ligt ongeveer 730 kilometer ten oostnoordoosten van de West-Australische hoofdstad Perth. Er ligt ongeveer 45 kilometer verharde en 2.130 kilometer onverharde weg. De economische bedrijvigheid bestaat er voornamelijk uit extensieve veeteelt, mijnindustrie en toerisme. Het district telde 524 inwoners in 2021.

## Plaatsen, dorpen en lokaliteiten
- Menzies
- Callion
- Comet Vale
- Davyhurst
- Goongarrie
- Kookynie
- Linden
- Mount Ida
- Mulline
- Mulwarrie
- Niagara
- Tampa
- Ularring
- Yarri
- Yerilla
- Yunndaga